# Franco de Zúrich

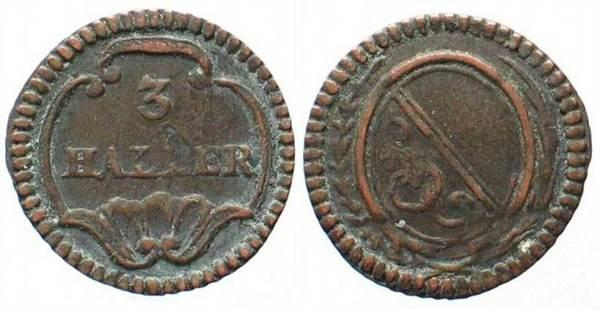
Moneda de 3 haller, equivalente a 1 rappen.

El franco fue la moneda del cantón suizo de Zúrich entre 1798 y 1850. Se subdividía en 10 Batzen, cada uno constaba de 10 Rappen, cada Rappen se dividía en 2 Haller, y 4 Rappen hacían un Chelín.

## Historia
El franco suizo era la moneda de la República Helvética desde 1798. Pero dicho país dejó de acuñar dinero en 1803. Por ende, el cantón de Zürich emitió su propio dinero entre 1806 y 1848. En 1850, el franco suizo fue reintroducido, a razón de 1 ½ de francos suizos = 1 Franco de Zürich.

## Monedas
Se han acuñado monedas de vellón valuadas en 1 y 2 rappen, aunque la moneda de 1 rappen al principio se la acuñó con el valor de 3 haller. También se emitieron monedas de plata en denominaciones de 10 chelines, 8, 10, 20 y 40 batzen.